# Сер (титул)
Сер (англ. sir) — в Британії звертання до баронета, осіб лицарського стану. Загалом, в англомовних країнах — шанобливе звертання до чоловіків. У випадку вживання як титулу, сер додається до імені й прізвища лицаря, або тільки до імені. Наприклад, сер Алекс Фергюсон або сер Алекс, але в жодному випадку не сер Фергюсон. Відповідна форма звертання до жінки — мадам, або, скорочено, мем. У випадку титулу відповідник слову «сер» для жінки — слово «дама» (англ. Dame).